# Roselle
Pour les articles homonymes, voir Roselle (homonymie).
La Roselle est une rivière française du département de la  Haute-Vienne et de la région Nouvelle-Aquitaine. C'est un affluent de la Briance, donc un sous-affluent de la Loire, par la Briance puis la Vienne.

## Géographie
D'une longueur de 22,8 kilomètres, la Roselle prend sa source au lieu-dit Puyfraud, sur la commune de Saint-Bonnet-Briance. Elle arrose ensuite les communes de Saint-Genest-sur-Roselle, Saint-Paul et Saint-Hilaire-Bonneval avant de se jeter dans la Briance, à 230 mètres d'altitude.

## Affluents
- le ruisseau d'Eyjeaux (0,4 m3/s)
- l'Anguiennes (0,6 m3/s)

## Hydrologie
Le débit de la Roselle a été observé durant une période de 31 ans (1966-1997), à Saint-Hilaire-Bonneval, localité du département de la Haute-Vienne située au niveau de son confluent avec la Briance. La surface ainsi étudiée est de 125 km2, soit la quasi-totalité du bassin versant de la rivière.
Le module de la rivière à Saint-Hilaire-Bonneval est de 1,60 m3/s.
La Roselle présente des fluctuations saisonnières de débit assez marquées, comme très souvent dans le bassin de la Vienne. Les hautes eaux se déroulent en hiver et au début du printemps, et se caractérisent par des débits mensuels moyens allant de 1,96 à 2,98 m3/s, de décembre à avril inclus, avec un maximum assez net en janvier (2,72 m3/s) et en février (2,98 m3/s). À partir du mois de mars cependant, le débit diminue progressivement jusqu'aux basses eaux d'été qui ont lieu de juillet à septembre inclus, entraînant une  baisse du débit mensuel moyen jusqu'au plancher de 0,483 m3 au mois d'août, ce qui reste consistant. Mais ces moyennes mensuelles ne sont que des moyennes et cachent des fluctuations plus prononcées sur de courtes périodes ou selon les années.
Aux étiages, le VCN3 peut chuter jusque 0,140 m3/s (140 litres), en cas de période quinquennale sèche, ce qui est loin d'être très sévère. Ce profil répond à la norme des cours d'eau du haut Limousin.
Les crues, quant à elles, peuvent être très importantes, compte tenu de la taille exigüe du bassin versant. Les QIX 2 et QIX 5 valent respectivement 32 et 46 m3/s. Le QIX 10 est de 55 m3/s, le QIX 20 de 63 m3, tandis que le QIX 50 se monte à 75 m3/s. Cela signifie par exemple que tous les cinq ans une crue de l'ordre de 46 m3/s doit statistiquement survenir, ce qui est considérable pour une rivière de cette taille.
Le débit instantané maximal enregistré à Saint-Hilaire-Bonneval a été de 91,5 m3/s le 22 septembre 1993, tandis que la valeur journalière maximale était de 45,8 m3/s le même jour. Si l'on compare la première de ces valeurs à l'échelle des QIX de la rivière, l'on constate que cette crue était largement supérieure à la crue cinquantennale définie par le QIX 50, et donc tout à fait exceptionnelle.
La Roselle est une rivière abondante. La lame d'eau écoulée dans son bassin versant est de 406 millimètres annuellement, ce qui est nettement supérieur à la moyenne d'ensemble de la France, et aussi à la moyenne du bassin de la Loire (plus ou moins 245 millimètres) et de la Vienne (319 millimètres). C'est cependant quelque peu inférieur au bassin de la Briance (432 millimètres). Le débit spécifique (ou Qsp) atteint le chiffre solide de 12,8 litres par seconde et par kilomètre carré de bassin.